# Coriarachne brunneipes
Coriarachne brunneipes is een spinnensoort in de taxonomische indeling van de krabspinnen (Thomisidae).
Het dier behoort tot het geslacht Coriarachne. De wetenschappelijke naam van de soort werd voor het eerst geldig gepubliceerd in 1893 door Nathan Banks.